# Alejo Peralta
Alejo Peralta är en ort i Mexiko.   Den ligger i kommunen Villa de Tututepec de Melchor Ocampo och delstaten Oaxaca, i den sydöstra delen av landet, 400 km sydost om huvudstaden Mexico City. Alejo Peralta ligger 75 meter över havet och antalet invånare är 335.
Terrängen runt Alejo Peralta är kuperad norrut, men söderut är den platt. Havet är nära Alejo Peralta åt sydväst.  Trakten runt Alejo Peralta är nära nog obefolkad, med mindre än två invånare per kvadratkilometer. Närmaste större samhälle är Santos Reyes Nopala, 18,8 km nordost om Alejo Peralta. I omgivningarna runt Alejo Peralta växer i huvudsak lövfällande lövskog.